# 粗布核螺
粗布核螺（学名：Cancellaria fulva），是新腹足目核螺科核螺属的一种。主要分布于台湾，常栖息在水深200－300米泥沙海底。